# 東輝
東 輝（ひがし あきら、1972年1月7日 - ）は、日本空調サービス所属の元スキージャンプ選手（監督兼任）。2003年世界選手権ジャンプ団体銀メダリスト。北海道後志支庁仁木町出身。駒澤大学附属岩見沢高等学校卒業。

## 来歴
1989年、高校生ながら世界選手権代表に選出され、注目を集める。
元々笠谷幸生と同じニッカウヰスキー所属だったが、1999年にスキー部が廃部となったため、後述の兄二人が所属した日本空調サービスに移籍した。
20年近くにわたって日本のトップ選手として活躍していたにもかかわらず、オリンピックに出場できないまま引退した悲運の選手として知られる。世界選手権出場4回、1997年ワールドカップ最終戦(フライング)優勝などの実績を誇りながら、なぜか五輪シーズンになると調子を崩し、出場の可能性が十分あった6回の五輪（アルベールビルオリンピック、リレハンメルオリンピック、長野オリンピック、ソルトレークシティオリンピック、トリノオリンピック、バンクーバーオリンピック）をすべて逃している。
全日本スキー連盟・ジャンプ部長の斉藤智治は東が2009年の名寄ピヤシリジャンプ大会のノーマルヒルで優勝したにもかかわらずバンクーバーオリンピックの代表に選ばれなかった理由について、「ダントツで勝つ選手が出なかった。世界と戦うために（国内で）頭一つ出てほしかった」と話している。
大倉山ではめっぽう強く、1992年－1993年シーズンには12月20日のW杯札幌大会を皮切りに5連勝を成し遂げ、「大倉山男」の異名をとった。
2007年、世界選手権選考会を兼ねていたSTV杯とNHK杯を制し、大倉山との相性の良さもあって代表選出が確実視されていたが、「若手にチャンスを与える」「好不調の波が大きい」という理由によって代表から外された。この件について、TBSの情報番組『サンデーモーニング』内で、張本勲らがスキー連盟を痛烈に批判したほか、前者の理由においてもファンから「勝ちに行くべき大会なのになぜ若手育成が優先なんだ」など批判が噴出した。
2008年はサマーシーズンを前に足首を手術し、冬のシーズンに向けて技術改革に取り組み、2009年2月15日の全日本スキー選手権（白馬ジャンプ競技場）で137mのバッケンレコードタイを記録して圧勝するなどの活躍を見せていた。
2012年3月17日、現役を引退した。

## 東三兄弟
- 双子の兄、東和広（ひがし かずひろ）と東昭広（ひがし あきひろ）を持つ、東三兄弟の3番目（和広と昭広は1968年7月2日生まれの双子で、和広が兄。和広と昭広はともに現役を引退）。
- 和広、昭広、輝の三兄弟は「東三兄弟」と言われ、日本のスキージャンプ界のトップ選手として活躍したが、3人ともオリンピックに出場できないまま引退した。正確に言えば和広はアルベールビルオリンピックの代表に選ばれたが、本番直前に絶不調に陥り試合に出場できず、昭広はカルガリーオリンピックの代表に選ばれたが、公式練習で負傷してしまい試合に出場できなかった。

## 主な競技成績

### 世界選手権
- 1989年ラハティ大会（ フィンランド）
  - 個人ノーマルヒル 20位
  - 個人ラージヒル 55位
- 2003年ヴァル・ディ・フィエンメ大会（ イタリア）
  - 個人ラージヒル 38位
  - 団体ラージヒル 銀メダル（船木和喜、東輝、宮平秀治、葛西紀明）
- 2005年オーベルストドルフ大会（ ドイツ）
  - 個人ノーマルヒル 18位
  - 団体ノーマル 9位（伊東大貴、岡部孝信、東輝、葛西紀明）
  - 団体ラージヒル 10位（葛西紀明、岡部孝信、宮平秀治、東輝）

### フライング世界選手権
- 1998年オーベルストドルフ大会( ドイツ)
  - 個人 15位
- 2002年ハラホフ大会( チェコ)
  - 個人 41位
- 2004年プラニツァ大会( スロベニア)
  - 個人 41位
  - 団体 5位（東輝、伊東大貴、宮平秀治、葛西紀明）

### ワールドカップ
- 通算2勝（3位1回）

| ワールドカップ優勝大会（NH:ノーマルヒル、LH:ラージヒル、FH:フライングヒル） | ワールドカップ優勝大会（NH:ノーマルヒル、LH:ラージヒル、FH:フライングヒル） | ワールドカップ優勝大会（NH:ノーマルヒル、LH:ラージヒル、FH:フライングヒル） | ワールドカップ優勝大会（NH:ノーマルヒル、LH:ラージヒル、FH:フライングヒル） | ワールドカップ優勝大会（NH:ノーマルヒル、LH:ラージヒル、FH:フライングヒル） | ワールドカップ優勝大会（NH:ノーマルヒル、LH:ラージヒル、FH:フライングヒル） |
| 回数                                                                        | シーズン                                                                    | 月日                                                                        | 開催地                                                                      | 種目                                                                        | 備考                                                                        |
| --------------------------------------------------------------------------- | --------------------------------------------------------------------------- | --------------------------------------------------------------------------- | --------------------------------------------------------------------------- | --------------------------------------------------------------------------- | --------------------------------------------------------------------------- |
| 1                                                                           | 1992-93                                                                     | 1992年12月20日                                                              | 大倉山                                                                      | LH                                                                          |                                                                             |
| 2                                                                           | 1996-97                                                                     | 1997年3月23日                                                               | プラニツァ                                                                  | FH                                                                          |                                                                             |